# Дружбовка (Житомирская область)
Дружбовка (укр. Дружбівка, до 1960 — Погорелое) — село на Украине, находится в Коростенском районе Житомирской области. Расположено на реке Могилянка.
Код КОАТУУ — 1822381403. Население по переписи 2001 года составляет 158 человек. Почтовый индекс — 11554. Телефонный код — 4142. Занимает площадь 0,751 км².

## Адрес местного совета
11553, Житомирская область, Коростенский р-н, с. Давыдки, ул. Центральная, 32а